# Temporada 1985-86 de los Milwaukee Bucks
La temporada 1985-86 fue la decimoctava de los Milwaukee Bucks en la NBA. La temporada regular acabó con 57 victorias y 25 derrotas, ocupando el segundo puesto de la Conferencia Este, clasificándose para los playoffs, en los que cayeron en las finales de conferencia ante los Boston Celtics.

## Elecciones en elDraft
| Ronda | Puesto | Jugador         | Posición  | Nacionalidad   | Universidad             |
| ----- | ------ | --------------- | --------- | -------------- | ----------------------- |
| 1     | 22     | Jerry Reynolds  | Alero     | Estados Unidos | Louisiana State         |
| 3     | 68     | Eugene McDowell | Ala-Pívot | Estados Unidos | Florida                 |
| 4     | 91     | Cozell McQueen  | Alero     | Estados Unidos | North Carolina State    |
| 7     | 160    | Mario Elie      | Escolta   | Estados Unidos | American International* |

## Temporada regular
| División Central    | División Central | División Central | División Central | División Central | División Central | División Central | División Central | División Central |
| Equipo              | G                | P                | %                | PD               | Casa             | Fuera            | Div              |                  |
| ------------------- | ---------------- | ---------------- | ---------------- | ---------------- | ---------------- | ---------------- | ---------------- | ---------------- |
| y-Milwaukee Bucks   | 57               | 25               | .695             | –                | 33–8             | 24–17            | 21–9             |                  |
| x-Atlanta Hawks     | 50               | 32               | .610             | 7                | 34–7             | 16–25            | 21–9             |                  |
| x-Detroit Pistons   | 46               | 36               | .561             | 11               | 31–10            | 15–26            | 18–12            |                  |
| x-Chicago Bulls     | 30               | 52               | .366             | 27               | 22–19            | 8–33             | 10–20            |                  |
| Cleveland Cavaliers | 29               | 53               | .354             | 28               | 16–25            | 13–28            | 10–19            |                  |
| Indiana Pacers      | 26               | 56               | .317             | 31               | 19–22            | 7–34             | 9–20             |                  |

## Playoffs

### Primera ronda
Milwaukee Bucks vs. New Jersey Nets 
| Fecha       | Partido                                  | Ciudad          |
| ----------- | ---------------------------------------- | --------------- |
| 18 de abril | Milwaukee Bucks 119, New Jersey Nets 107 | Milwaukee       |
| 20 de abril | Milwaukee Bucks 111, New Jersey Nets 97  | Milwaukee       |
| 22 de abril | New Jersey Nets 113, Milwaukee Bucks 118 | East Rutherford |
|             | Milwaukee Bucks gana las series 3-0      |                 |

### Semifinales de Conferencia
Milwaukee Bucks  vs. Philadelphia 76ers
| Fecha       | Partido                                     | Ciudad       |
| ----------- | ------------------------------------------- | ------------ |
| 29 de abril | Milwaukee Bucks 112, Philadelphia 76ers 118 | Milwaukee    |
| 1 de mayo   | Milwaukee Bucks 119, Philadelphia 76ers 107 | Milwaukee    |
| 3 de mayo   | Philadelphia 76ers 107, Milwaukee Bucks 103 | Philadelphia |
| 5 de mayo   | Philadelphia 76ers 104, Milwaukee Bucks 109 | Philadelphia |
| 7 de mayo   | Milwaukee Bucks 113, Philadelphia 76ers 108 | Milwaukee    |
| 9 de mayo   | Philadelphia 76ers 126, Milwaukee Bucks 108 | Philadelphia |
| 11 de mayo  | Milwaukee Bucks 113, Philadelphia 76ers 112 | Milwaukee    |
|             | Milwaukee Bucks gana las series 4-3         |              |

### Finales de Conferencia
Boston Celtics  vs. Milwaukee Bucks
| Fecha      | Partido                                 | Ciudad    |
| ---------- | --------------------------------------- | --------- |
| 13 de mayo | Boston Celtics 128, Milwaukee Bucks 96  | Boston    |
| 15 de mayo | Boston Celtics 122, Milwaukee Bucks 111 | Boston    |
| 17 de mayo | Milwaukee Bucks 107, Boston Celtics 111 | Milwaukee |
| 18 de mayo | Milwaukee Bucks 98, Boston Celtics 111  | Milwaukee |
|            | Boston Celtics gana las series 4-0      |           |

## Estadísticas
| Rk | Jugador         | Edad | P  | PT | MP   | TC  | TCI  | %TC  | T3  | T3I | %T3  | TL  | TLI | %TL   | RO  | RD  | RT  | AS  | RB  | TAP | BP  | FP  | PTS  |
| -- | --------------- | ---- | -- | -- | ---- | --- | ---- | ---- | --- | --- | ---- | --- | --- | ----- | --- | --- | --- | --- | --- | --- | --- | --- | ---- |
| 1  | Sidney Moncrief | 28   | 73 | 72 | 35.2 | 6.4 | 13.2 | .489 | 0.5 | 1.4 | .320 | 6.8 | 7.9 | .859  | 1.6 | 3.0 | 4.6 | 4.9 | 1.4 | 0.2 | 2.4 | 2.4 | 20.2 |
| 2  | Paul Pressey    | 27   | 80 | 80 | 33.8 | 5.1 | 10.5 | .488 | 0.1 | 0.6 | .182 | 4.0 | 4.9 | .806  | 1.6 | 3.4 | 5.0 | 7.8 | 2.1 | 0.9 | 3.0 | 3.1 | 14.3 |
| 3  | Terry Cummings  | 24   | 82 | 82 | 32.5 | 8.3 | 17.5 | .474 | 0.0 | 0.0 | .000 | 3.2 | 4.9 | .656  | 2.7 | 5.8 | 8.5 | 2.4 | 1.5 | 0.6 | 2.3 | 3.5 | 19.8 |
| 4  | Ricky Pierce    | 26   | 81 | 8  | 26.5 | 5.3 | 9.9  | .538 | 0.0 | 0.3 | .130 | 3.3 | 3.8 | .858  | 1.2 | 1.7 | 2.9 | 2.2 | 1.0 | 0.1 | 1.3 | 3.1 | 13.9 |
| 5  | Craig Hodges    | 25   | 66 | 66 | 26.3 | 4.3 | 8.6  | .500 | 1.1 | 2.5 | .451 | 1.1 | 1.3 | .872  | 0.6 | 1.2 | 1.8 | 3.5 | 1.1 | 0.0 | 1.3 | 2.4 | 10.8 |
| 6  | Alton Lister    | 27   | 81 | 19 | 22.4 | 3.9 | 7.1  | .551 | 0.0 | 0.0 | .000 | 2.0 | 3.3 | .602  | 2.5 | 4.9 | 7.3 | 1.2 | 0.6 | 1.8 | 2.0 | 3.7 | 9.8  |
| 7  | Randy Breuer    | 25   | 82 | 63 | 21.9 | 3.3 | 7.0  | .477 | 0.0 | 0.0 | .000 | 1.7 | 2.4 | .712  | 1.9 | 3.6 | 5.6 | 1.4 | 0.6 | 1.4 | 1.5 | 2.6 | 8.4  |
| 8  | Jeff Lamp       | 26   | 44 | 1  | 15.9 | 2.5 | 5.5  | .449 | 0.1 | 0.3 | .231 | 1.3 | 1.5 | .859  | 0.8 | 2.0 | 2.8 | 1.5 | 0.5 | 0.1 | 0.7 | 2.0 | 6.3  |
| 9  | Charles Davis   | 27   | 57 | 7  | 15.3 | 3.3 | 7.0  | .474 | 0.1 | 0.4 | .125 | 1.1 | 1.3 | .813  | 1.1 | 1.9 | 3.0 | 1.0 | 0.5 | 0.1 | 0.9 | 2.0 | 7.7  |
| 10 | Mike Glenn      | 30   | 38 | 1  | 15.1 | 2.5 | 5.0  | .495 | 0.0 | 0.0 |      | 1.2 | 1.3 | .959  | 0.1 | 1.4 | 1.5 | 1.0 | 0.2 | 0.1 | 0.5 | 1.1 | 6.2  |
| 11 | Kenny Fields    | 23   | 78 | 3  | 14.4 | 2.6 | 5.1  | .513 | 0.0 | 0.1 | .000 | 1.2 | 1.7 | .689  | 0.8 | 1.8 | 2.6 | 1.0 | 0.7 | 0.2 | 1.0 | 2.2 | 6.4  |
| 12 | Paul Mokeski    | 29   | 45 | 0  | 11.6 | 1.3 | 3.1  | .424 | 0.0 | 0.0 |      | 0.6 | 0.8 | .735  | 0.8 | 2.3 | 3.1 | 0.7 | 0.1 | 0.1 | 0.6 | 2.0 | 3.2  |
| 13 | Jerry Reynolds  | 23   | 55 | 8  | 9.2  | 1.3 | 2.9  | .444 | 0.0 | 0.0 | .500 | 1.1 | 1.9 | .558  | 0.7 | 0.8 | 1.5 | 1.6 | 0.8 | 0.3 | 0.9 | 1.0 | 3.7  |
| 14 | Bryan Warrick   | 26   | 5  | 0  | 5.4  | 0.8 | 2.0  | .400 | 0.2 | 0.4 | .500 | 0.2 | 0.2 | 1.000 | 0.0 | 0.6 | 0.6 | 1.2 | 0.4 | 0.0 | 1.0 | 0.6 | 2.0  |
| 15 | Derrick Rowland | 26   | 2  | 0  | 4.5  | 0.5 | 1.5  | .333 | 0.0 | 0.0 |      | 0.5 | 1.0 | .500  | 0.0 | 0.5 | 0.5 | 0.5 | 0.0 | 0.0 | 0.0 | 0.5 | 1.5  |
| 16 | Earl Jones      | 25   | 12 | 0  | 3.6  | 0.4 | 1.0  | .417 | 0.0 | 0.0 |      | 0.3 | 0.3 | .750  | 0.3 | 0.5 | 0.8 | 0.3 | 0.0 | 0.1 | 0.6 | 1.1 | 1.1  |

## Galardones y récords
| Jugador/Entrenador | Galardón                                                                 |
| Sidney Moncrief    | 2.º Mejor quinteto de la NBA Mejor quinteto defensivo de la NBA All-Star |
| Paul Pressey       | Mejor quinteto defensivo de la NBA                                       |